# Cẩm chướng gấm
Dianthus chinensis (tiếng Việt: Cẩm chướng gấm; Cẩm chướng tàu) là loài thực vật có hoa thuộc họ Cẩm chướng. Loài này được L. mô tả khoa học đầu tiên năm 1753, mọc tự nhiên ở vùng Đông Bắc Á (Trung Quốc, Triều Tiên, Mông Cổ).

## Mô tả

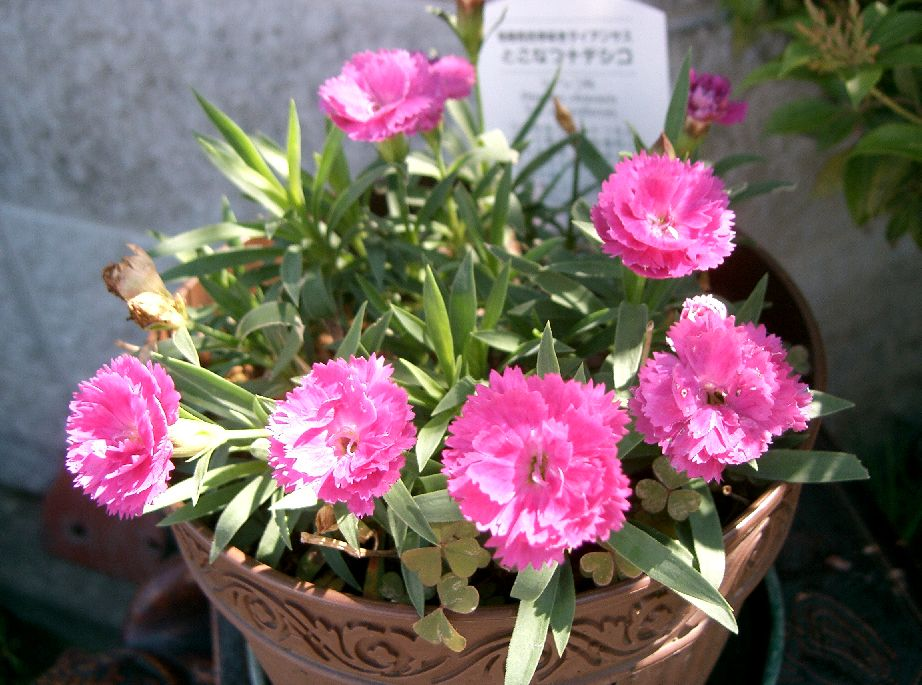
Một loại Cẩm chướng tàu

Cẩm chướng gấm là một cây thảo một năm hay hai năm, mọc thành bụi nhỏ, cao trung bình từ 30 tới 50 cm, có khi tới 60 cm. Hoa đơn độc hay họp thành chuỳ hoặc xim thưa, hơi thơm, 4 lá bắc không đều, cánh hoa dính nhau, các phiến màu đỏ (có những giống trồng có hoa trắng, hồng, tím và màu lốm đốm), có râu. Hoa dại mọc tháng 5-6, hoa trồng thì tới tháng 9.